# Église San Girolamo della Carità
L'église San Girolamo della Carità (Saint-Jérôme-de-la-Charité) est une église de Rome située près du palais Farnèse, sur le lieu traditionnellement reconnu comme résidence en 382 de saint Jérôme, auquel elle est dédiée.
L'histoire du lieu est marquée par la fondation de la congrégation de l'Oratoire par saint Philippe Néri au XVIe siècle. Depuis 1965, l'église est le siège de la diaconie cardinalice San Girolamo della Carità.

## Édifice
L'actuel édifice date des années 1650. Il a été entièrement refondu par Domenico Castelli par rapport à la chapelle du couvent où résidaient les prêtres du XVIe siècle.

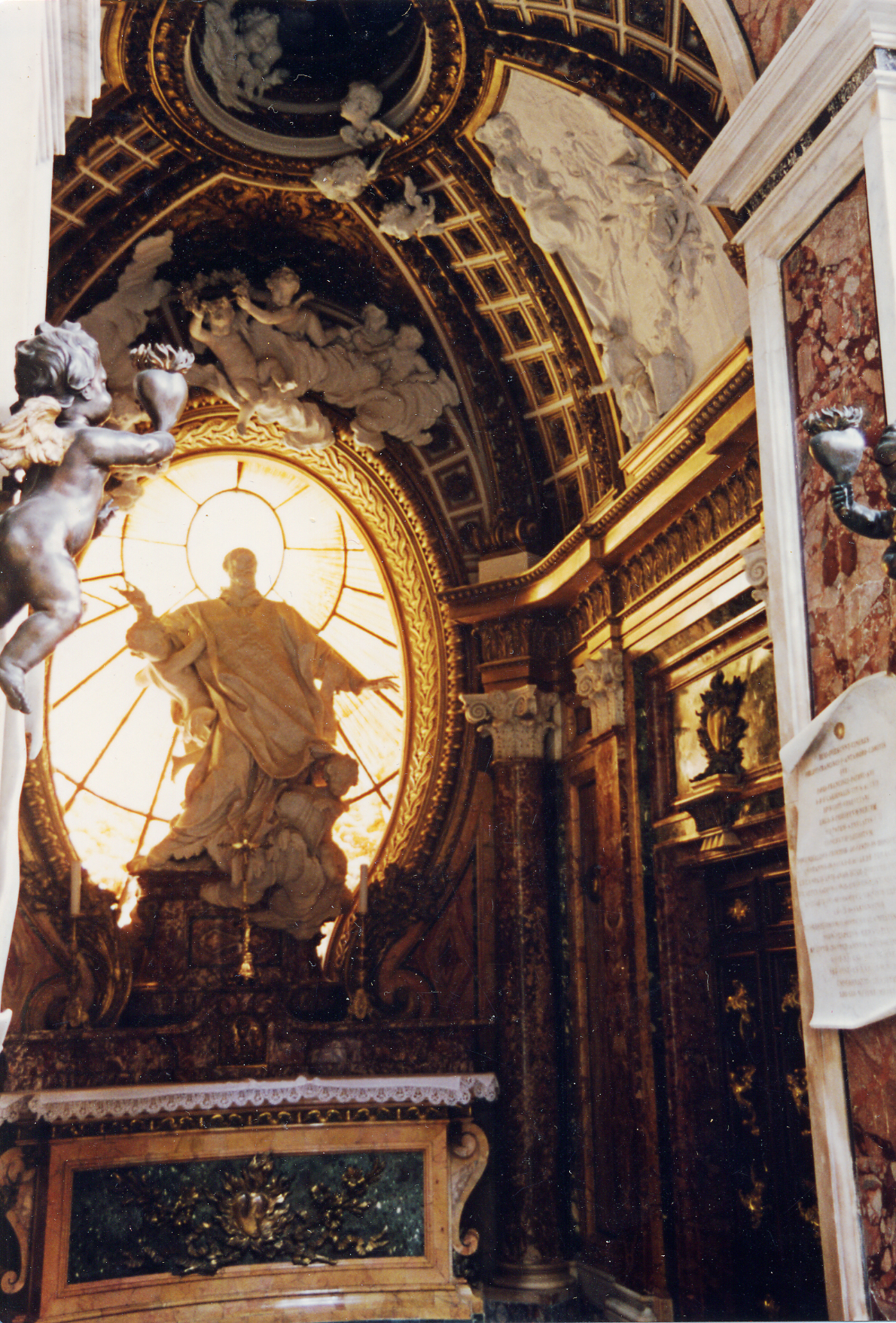
Détail de la chapelle Antamori.

La façade est l'œuvre de Carlo Rainaldi en 1660. L'intérieur est à nef unique avec un plafond de bois sculpté. La première chapelle à droite est la chapelle Spada réalisée par Francesco Borromini selon la volonté de Virgilio Spada. Elle est revêtue de marbres précieux et de jaspe, donnant un certain aspect funèbre. Des bustes d'ancêtres de la famille Spada sont placés dans des ovales. Une guirlande de bronze est sur la corniche entourant un tableau du XVe. Le cardinal Bernardino Spada est inhumé dans cette chapelle. La chapelle Antamori (1708) est l'unique œuvre romaine de Filippo Juvarra avec une statue de marbre de Pierre Legros représentant saint Philippe Néri.
Le maître-autel de Carlo Rainaldi est surmonté d'un tableau intitulé La Dernière Communion de saint Jérôme, copie de celui du Dominiquin exposé à la pinacothèque du Vatican

## Couvent attenant
Saint Philippe Néri habitait dans le couvent attenant, dont une cellule donne sur le maître-autel. De l'intérieur de l'église, on la devine en haut à droite de l'autel majeur. Ce serait cette cellule où le saint passait ses moments de prière quotidienne. Il y tombait régulièrement en extase pendant la célébration de la messe, dit la légende, au point que son servant allait faire un tour pendant ce temps, puis revenait le tirer par le bas de sa soutane pour conclure la célébration. Il restait isolé pour ces manifestations extraordinaires, de façon à ne pas attirer la curiosité des dévotes. Ce n'est que tardivement qu'il rejoignit la congrégation qu'il avait fondée à la Chiesa Nuova.

## Galerie

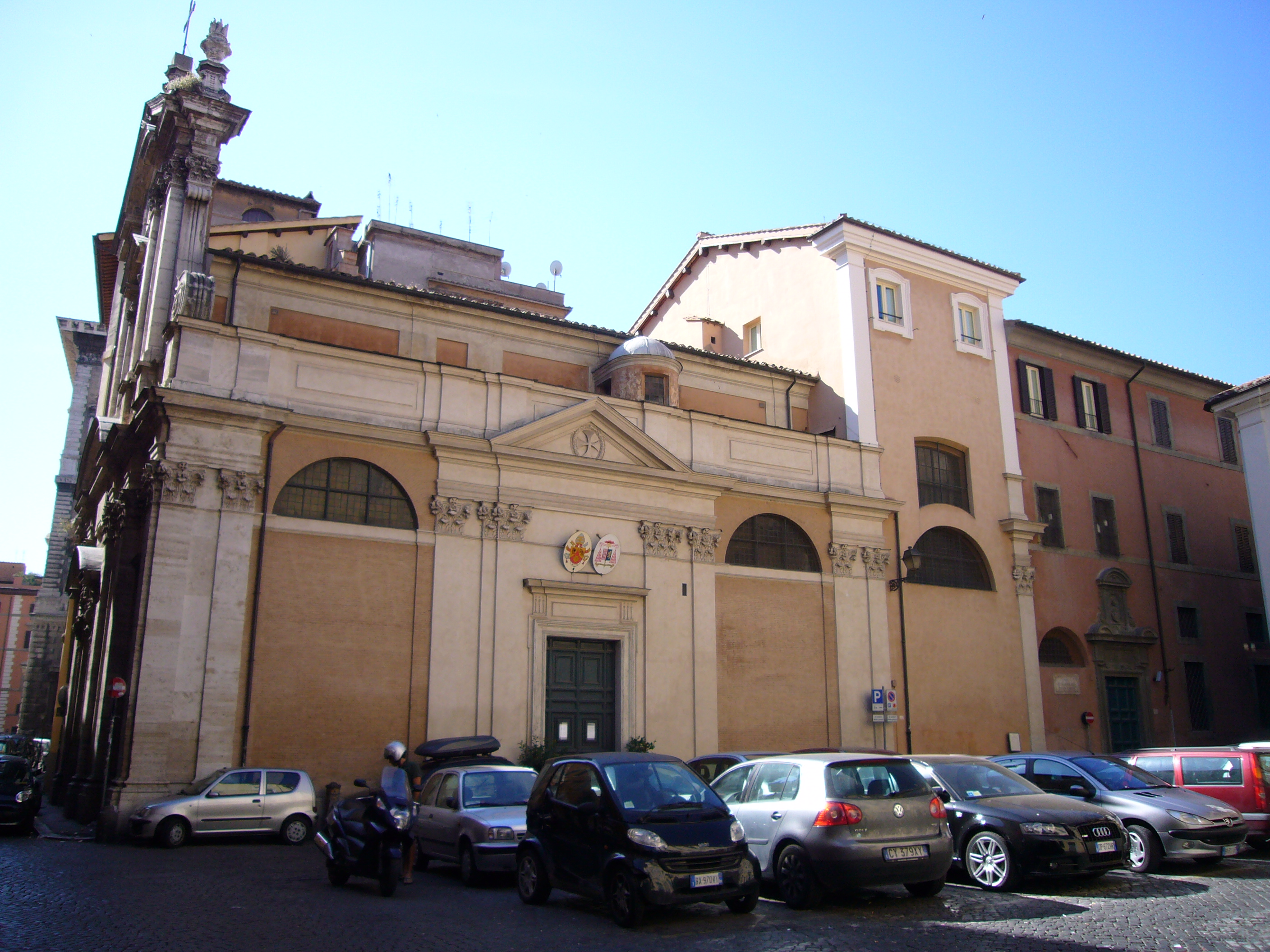
Façade latérale
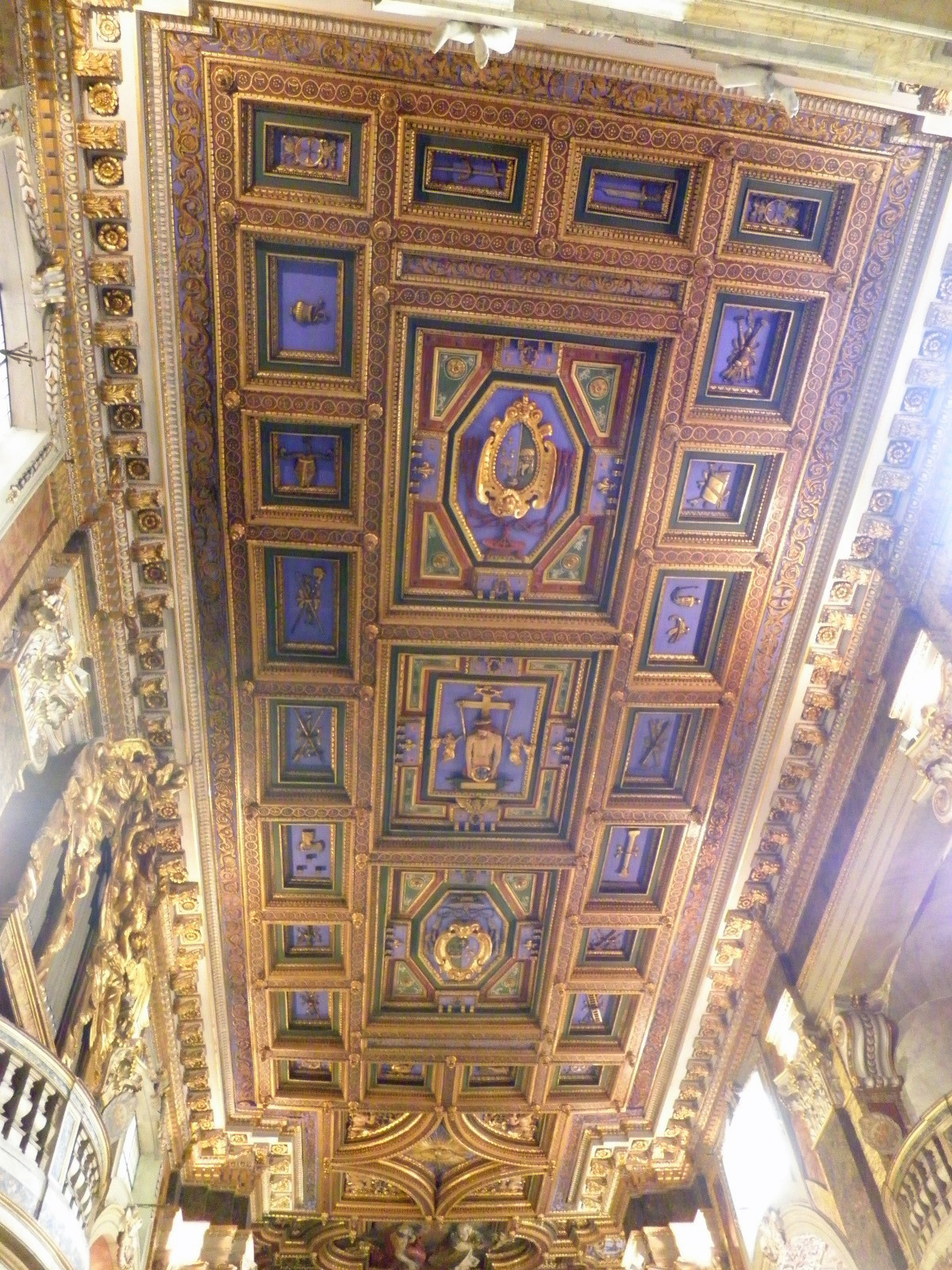
Plafond de bois sculpté
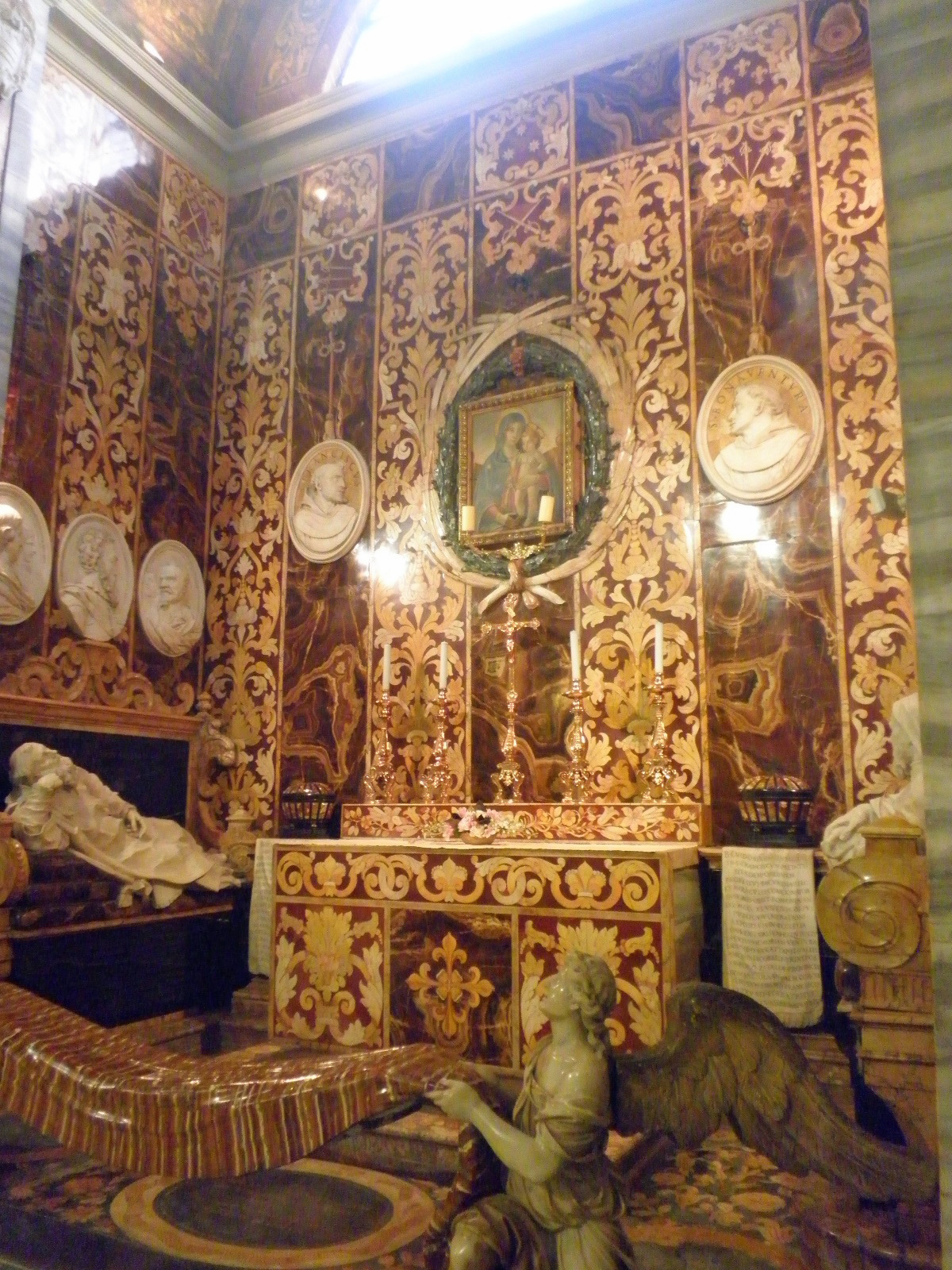
Chapelle Spada
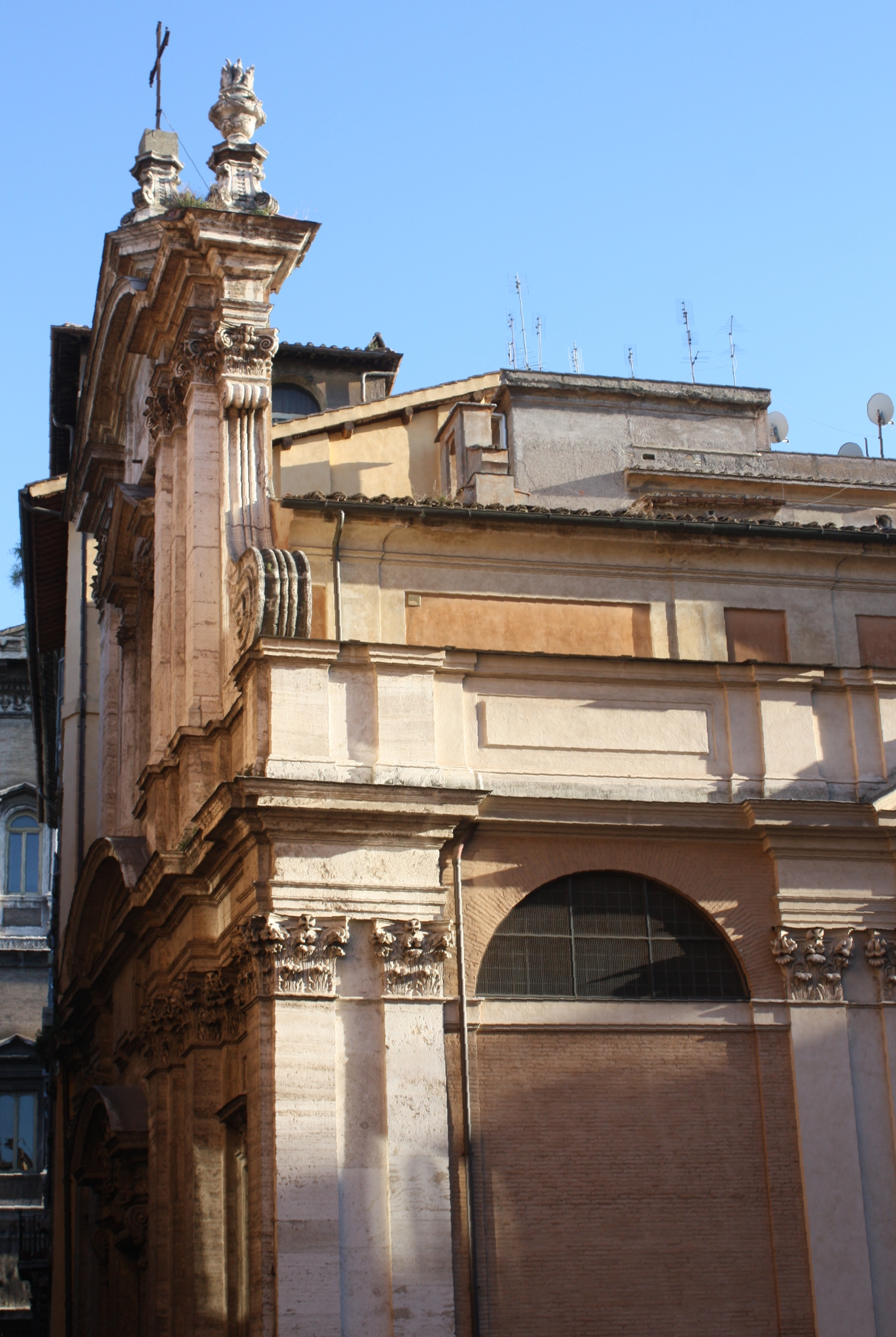
Détails architecturaux